# 11945 Amsterdam
11945 Amsterdam este un asteroid din centura principală, descoperit pe 15 august 1993, de Eric Elst.